# 白背紫菀
白背紫菀（学名：Aster hypoleucus）是菊科紫菀属的植物，是中国的特有植物。分布于中国大陆的西藏等地，生长于海拔3,050米至3,650米的地区，常生长在干旱山坡石缝，目前尚未由人工引种栽培。